# Casa Philips-Wyckoff
La Casa Philips-Wyckoff (in inglese: Philips-Wyckoff House) è una storica residenza della città di Ithaca nello Stato di New York.

## Storia
La casa venne eretta nel 1869 per Albert Philips, un sarto e fornitore di abiti maschili. Soli tre anni dopo l'edificio venne venduto a William Wyckoff (1835-1895), un importante produttore di macchine da scrivere Remington e direttore di alcune scuole di segreteria. Una terza famiglia, quella di Clement T. Stephens (1849-1908), proprietario di un negozio di ferramenta, possedette la casa fino agli anni 1930.

## Descrizione
La casa è situata al 125 di West Green Street nel quartiere di Henry St. John, a brevissima distanza dal centro di Ithaca.
L'edificio, sviluppato su due livelli principali, presenta uno stile italianeggiante, molto diffuso all'epoca negli Stati Uniti. La facciata è realizzata in mattone rosso con rifiniture e decorazioni in legno, quali i beccatelli del doppio portico e i dentelli del cornicione. La copertura a padiglione è sormontata da una piccola cupola.

## Galleria d'immagini

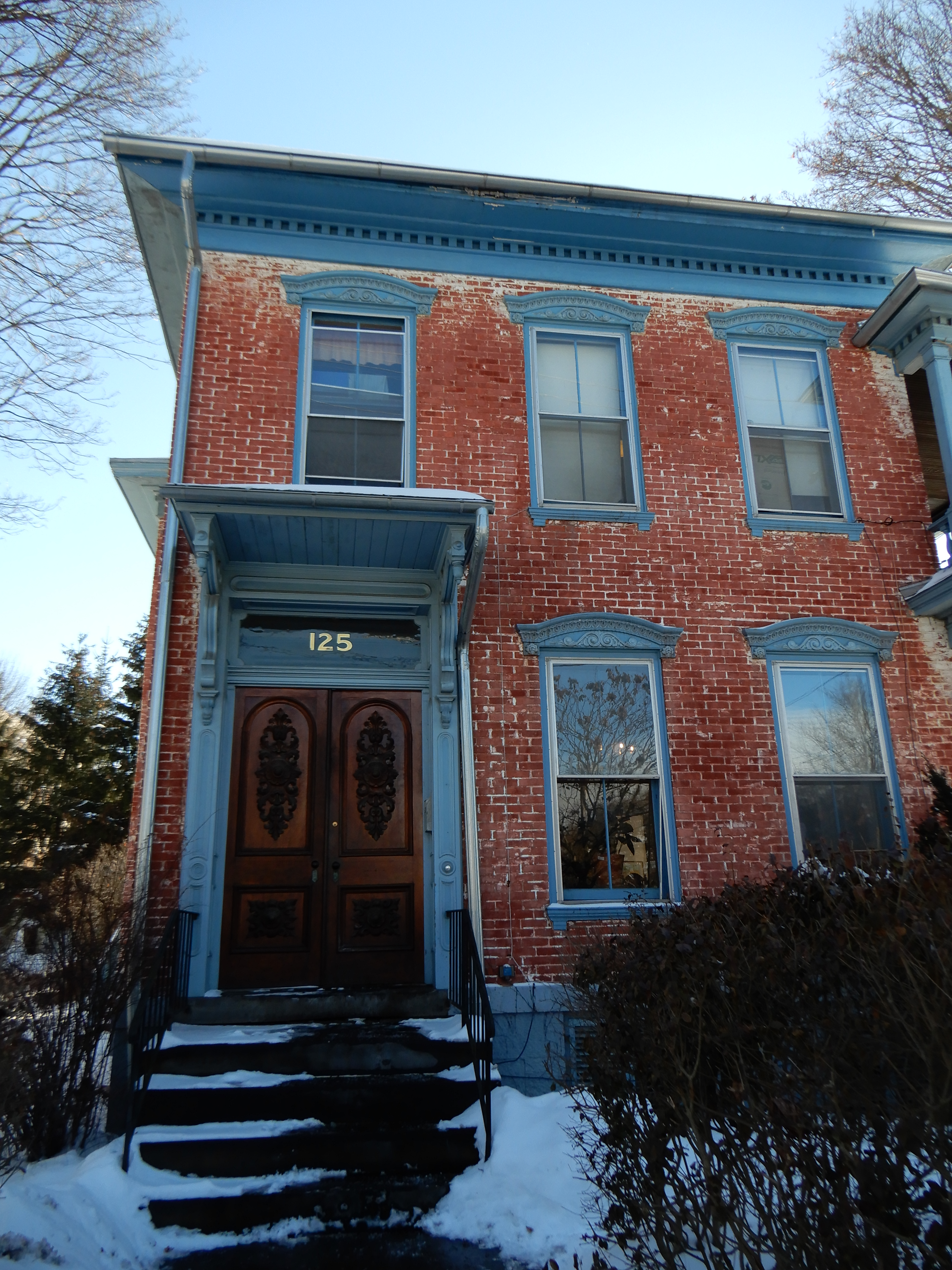
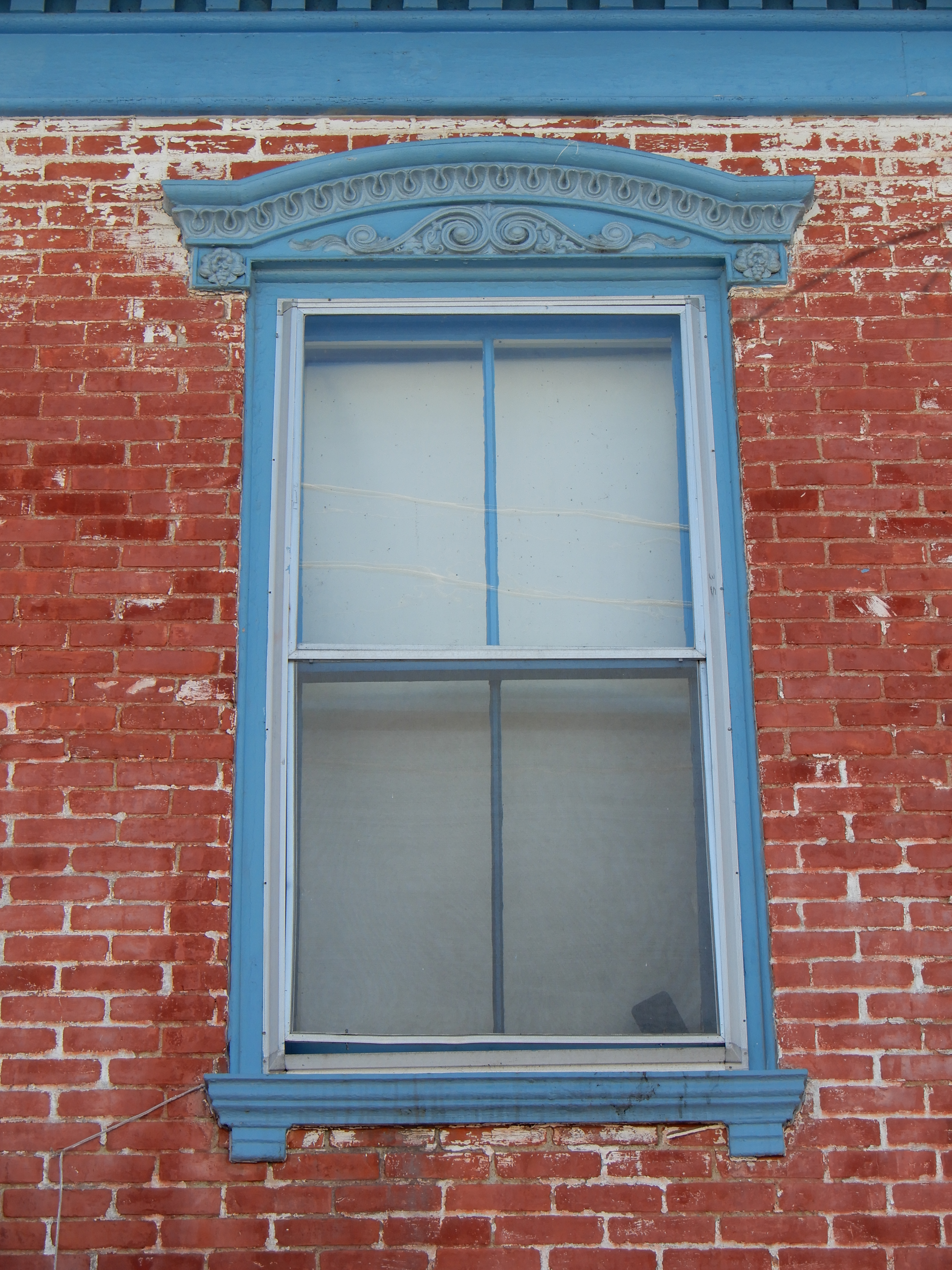
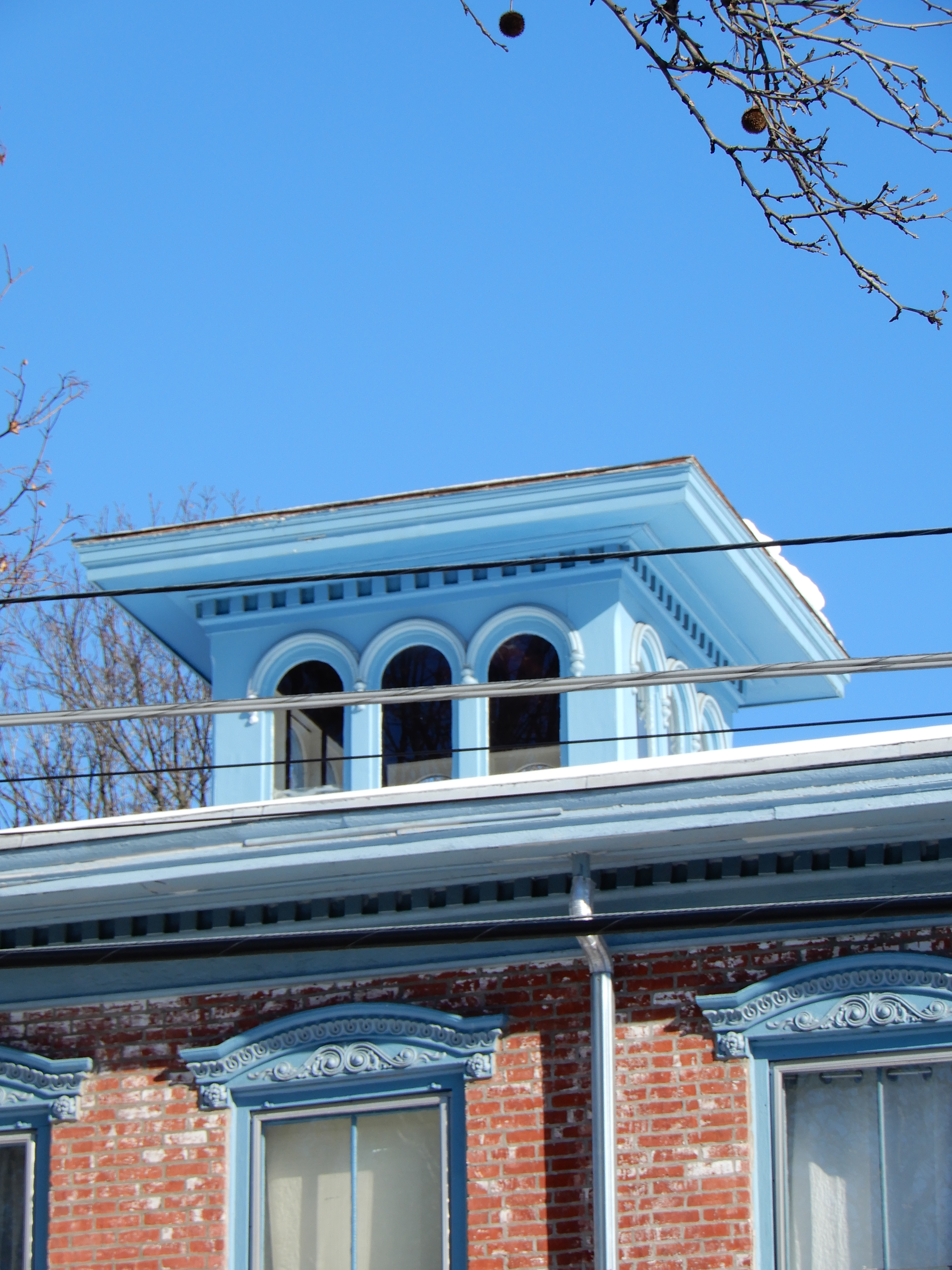